# (2605) Sahade
(2605) Sahade est un astéroïde de la ceinture principale.

## Description
(2605) Sahade est un astéroïde de la ceinture principale. Il fut découvert le 16 août 1974 à El Leoncito par l'observatoire Félix-Aguilar. Il présente une orbite caractérisée par un demi-grand axe de 3,10 UA, une excentricité de 0,07 et une inclinaison de 9,4° par rapport à l'écliptique.

## Compléments